# Etiuda op. 10 nr 2 (Chopin)

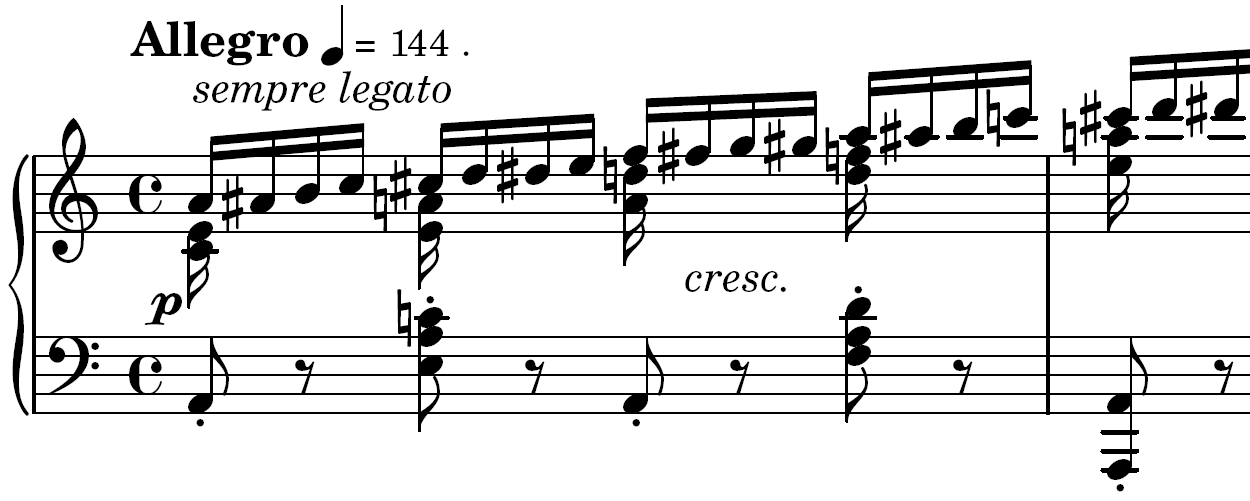
Zapis nutowy fragmentu Etiudy

Etiuda a-moll op. 10 nr 2 – druga z Etiud Fryderyka Chopina, znana jako Powiew wiatru. Została skomponowana na fortepian. Zadedykowana została Franzowi Lisztowi (à son ami Franz Liszt).